# Эпиблема

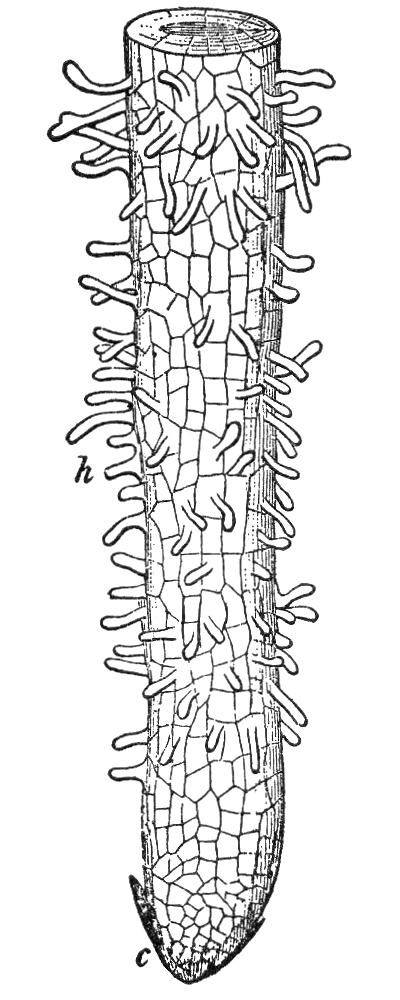
Схематичное изображение корня растений. Видны корневые волоски

Эпибле́ма (греч. ἐπίβλημα — покрывало, покрытие от греч. ἐπί — на, над и греч. βάλλω — бросаю, кладу) или ризоде́рма, — первичная покровная ткань молодых корней растений. Формирует корневые волоски.
Клетки эпиблемы возникают из самого наружного слоя корневой меристемы — дерматогена. Эпиблема покрывает корень на протяжении от корневого чехлика до зоны проведения, длина её варьирует в пределах от нескольких миллиметров до нескольких сантиметров. Наибольшего развития клетки эпиблемы достигают в зоне поглощения корня, где формируют бугорки, вскоре значительно выпячивающиеся наружу — корневые волоски. Их количество довольно велико, они покрывают всю эпиблему на протяжении зоны проведения и обеспечивают растение большей частью воды и минеральных солей, получаемых из окружающей среды.
По мере роста корня эпиблема постепенно разрушается. Её клетки слущиваются, обнажая опробковевшую экзодерму, выполняющую функцию защитной ткани. В отличие от пробки, клетки экзодермы могут сохранять проницаемость оболочек, а из части клеток экзодермы возможно формирование пропускных клеток, позволяющих передвижение веществ.